# Qualificazioni alla Volleyball Challenger Cup femminile 2018 - Asia e Oceania
Le qualificazioni asiatiche e oceaniane alla Volleyball Challenger Cup di pallavolo femminile 2018 si sono svolte dal 18 al 20 maggio 2018: al torneo hanno partecipato tre squadre nazionali asiatiche e oceanine e una si è qualificata alla Volleyball Challenger Cup 2018.

## Impianti
|                                                                                 |  |  |
|                                                                                 |  |  |
| Baluan Sholak Sports Palace Città: Almaty Capienza: 5 000 Anno d'apertura: 1967 |  |  |

## Regolamento

### Formula
Le squadre hanno disputato un girone all'italiana.

### Criteri di classifica
Se il risultato finale è stato di 3-0 o 3-1 sono stati assegnati 3 punti alla squadra vincente e 0 a quella sconfitta, se il risultato finale è stato di 3-2 sono stati assegnati 2 punti alla squadra vincente e 1 a quella sconfitta.
L'ordine del posizionamento in classifica è stato definito in base a:
- Numero di partite vinte;
- Punti;
- Ratio dei set vinti/persi;
- Ratio dei punti realizzati/subiti;
- Risultati degli scontri diretti.

## Squadra partecipanti
- Australia
- Kazakistan
- Taipei cinese

## Torneo

### Risultati
| 18 maggio 2018 Baluan Sholak Sports Palace, Almaty Durata: 1h:19 - Spettatori: 618   | Australia     | 0 - 3 | Taipei cinese | 17-25, 20-25, 21-25        |
| 19 maggio 2018 Baluan Sholak Sports Palace, Almaty Durata: 1h:14 - Spettatori: 1 157 | Kazakistan    | 3 - 0 | Australia     | 25-12, 25-17, 25-13        |
| 20 maggio 2018 Baluan Sholak Sports Palace, Almaty Durata: 1h:59 - Spettatori: 2 707 | Taipei cinese | 1 - 3 | Kazakistan    | 24-26, 25-18, 25-17, 25-14 |

#### Classifica
| Pos | Squadra       | Pt | G | V | P | SV | SP | Ratio | PF  | PS  | Ratio |
| --- | ------------- | -- | - | - | - | -- | -- | ----- | --- | --- | ----- |
| 1   | Kazakistan    | 6  | 2 | 2 | 0 | 6  | 1  | 6.000 | 174 | 117 | 1.487 |
| 2   | Taipei cinese | 3  | 2 | 1 | 1 | 4  | 3  | 1.333 | 150 | 157 | 0.955 |
| 3   | Australia     | 0  | 2 | 0 | 2 | 0  | 6  | 0.000 | 100 | 150 | 0.667 |

## Classifica finale
| Pos | Squadra       | Qualificazione                 |
| --- | ------------- | ------------------------------ |
|     | Kazakistan    | Volleyball Challenger Cup 2018 |
|     | Taipei cinese |                                |
|     | Australia     |                                |